# Christopher Naseri
Christopher Naseri Naseri (* 5. April 1970 in Calabar, Bundesstaat South-Eastern) ist ein nigerianischer römisch-katholischer Geistlicher und Weihbischof in Calabar.

## Leben
Christopher Naseri besuchte von 1982 bis 1987 das Kleine Seminar Immaculate Conception in Mfamosing und absolvierte einen Kurs am Marianum Spiritual Year Seminary in Calabar. Anschließend studierte er Philosophie am Priesterseminar St. Joseph in Ikot Ekpene und Katholische Theologie am Priesterseminar Seat of Wisdom in Owerri. Daneben belegte er 1992 einen Journalismuskurs. Am 5. Juli 1997 empfing er das Sakrament der Priesterweihe für das Erzbistum Calabar.
Naseri war zunächst als Pfarrvikar der Pfarrei St. John in Akamkpa tätig und unterrichtete am Mary Immaculate Juniorate in Iwuru, bevor er 1998 Pfarrvikar und im Jahr 2000 schließlich Pfarrer der Pfarrei St. Bernard und stellvertretender Kanzler der Kurie des Erzbistums Calabar wurde. Zudem war er von 1998 bis 2003 persönlicher Sekretär des Erzbischofs von Calabar, Brian David Usanga, sowie von 1999 bis 2000 Pfarradministrator der Pfarrei St. Vincent in Mbukpa und Kaplan am Federal Girls College in Calabar. Außerdem leitete er von 2001 bis 2003 die Diözesankommission für das Priesterseminar und gehörte von 1999 bis 2003 dem Konsultorenkollegium an, als dessen Sekretär er überdies fungierte. 2003 wurde Naseri für weiterführende Studien nach Rom entsandt, wo er 2006 an der Päpstlichen Universität Urbaniana ein Lizenziat im Fach Bibelwissenschaft erwarb und 2009 mit der Arbeit Luke’s Account of the Entry of Jesus into Jerusalem. A Study of Luke 19,28–40 („Der lukanische Bericht über den Einzug Jesu in Jerusalem. Eine Studie zu Lk 19,28–40 “) zum Doktor der Theologie promoviert wurde. Parallel zu seinen Studien absolvierte er 2003 einen Italienisch- und 2005 einen Deutschkurs.
Nach der Rückkehr in seine Heimat wirkte Christopher Naseri von 2009 bis 2020 als Ausbilder am Priesterseminar St. Joseph in Ikot Ekpene und von 2013 bis 2018 zusätzlich als Bischofsvikar für den Klerus im Erzbistum Calabar. Ferner gehörte er in dieser Zeit abermals dem Konsultorenkollegium an. Darüber hinaus lehrte Naseri ab 2012 an der University of Calabar und am Priesterseminar St. Joseph in Ikot Ekpene. Daneben war er erneut als Pfarrvikar der Pfarrei St. Bernard tätig. An der University of Calabar fungierte er zudem von 2013 bis 2017 als Sekretär und ab 2017 als Vorsitzender des Postgraduate Board. Naseri gehört der Society of Biblical Literature, der Catholic Theological Association of Nigeria, der Catholic Biblical Association of Nigeria (CABAN), der Nigerian Association for Biblical Studies (NABIS), der Catholic Biblical Association of America (CBA) und dem Research International Network (RIN) an. Seine Forschungsschwerpunkte sind: Bibel und Ökologie, Bibel und die Kulturen, Bibel und Migration sowie die Biblische Theologie des Alten- und Neuen Testaments und die christliche Ethik.
Am 1. Mai 2023 ernannte ihn Papst Franziskus zum Titularbischof von Gurza und zum Weihbischof in Calabar. Der Erzbischof von Calabar, Joseph Effiong Ekuwem, spendete ihm am 22. Juli desselben Jahres im Archbishop Brian Usanga Pastoral Center in Calabar die Bischofsweihe; Mitkonsekratoren waren der Bischof von Warri, Anthony Ovayero Ewherido, und der Bischof von Bauchi, Hilary Nanman Dachelem CMF.

## Schriften (Auswahl)
- Luke’s Account of the Entry of Jesus into Jerusalem. A Study of Luke 19,28–40. Pontificia Universitas Urbaniana, Rom 2009, OCLC 1203662178.
- Discipleship in Luke 19:28–40: A Challenge to Contemporary Christians. In: Koinonia. Band 4, Nr. 2, 2010, S. 1–20.
- The entry into Jerusalem according to the Gospel of Luke. A critical and historical re-examination (= Schriftenreihe Theos. Band 93). Verlag Dr. Kovač, Hamburg 2011, ISBN 978-3-8300-5471-9.
- The Story of Zacchaeus: Vindication or Conversion? (Luke 19:1–10). In: Nigerian Journal of Theology. Band 26, 2012, S. 1–20.
- Literal Sense of Scripture and the Trend of Biblical Preaching: A Quest for Convergence. In: International Journal of Theology and Reformed Tradition. Band 6, 2014, S. 1–15.
- The Encounter between Jesus and the Samaritan Woman in John 4:1–42: A Model for Christian Ecumenical Dialogue. In: Luke Emehiele Ijezie, Stephen Audu, Agnes I. Acha (Hrsg.): The church in Nigeria and ecumenical question. Catholic Theological Association of Nigeria, Port Harcourt 2015, OCLC 926093864, S. 170–195.
- Challenges of Bible/Liturgical Translations in the Efik Language Group. In: International Journal of Humanities and Social Sciences. Band 8, Nr. 3, 2016, S. 67–82.
- Petrine Christians as Strangers and the Globalization of Christianity: A Study of 1 Peter 1:1; 1:17; 2:9; and 2:11. In: Nigerian Journal of Theology. Band 31, 2017, S. 77–95.
- The Rule of Law as Condition for Sustainable Development: A Reflection on 1 Peter 2:13–17. In: Koinonia. Band 7, Nr. 6, 2017, S. 1–18.
- Reading Luke 15:11–32 as the Parable of Mercy and Compassion. In: Bernard Onyebuchi Ukwuegbu, Mary Jerome Obiorah, Anthony Ovayero Ewherido, Joseph Mamman (Hrsg.): Mercy and Justice in the Bible: Acts of the Catholic Biblical Association of Nigeria. Catholic Biblical Association of Nigeria, Port Harcourt 2017, OCLC 1027217464, S. 142–159.
- Christopher Naseri, Patrick Bassey, Oluwafemi Owolo: Biblical Paradigms for the Sustainable Use and Management of Natural Resources in Nigeria: Interpreting John 6:1–15 from an Eco-Theological Perspective. In: International Journal of African Catholicism. Band 9, Nr. 1, 2017, S. 166–189.
- Power and Violence in Matthew 2:16 and the Contemporary Nigerian Political Climate. In: Vincent G. Nyoyoko (Hrsg.): Engendering Peace or Violence in Nigeria: A Trajectory of Contextual Biblical Hermeneutics. Nigerian Association for Biblical Studies, Uyo 2018, S. 12–35.
- Christian Perspective to Reconciliation in Luke 15:25–32. In: European Scientific Journal. Band 14, Nr. 35, 2018, S. 67–83.
- Elements of Economic Management in Jesus’ Instruction: „Gather up the Leftover Fragments that Nothing may be Lost“ (John 6:12). In: Global Journal of Arts, Humanities and Social Sciences. Band 7, Nr. 1, 2019, S. 31–41 (eajournals.org [PDF; 702 kB]).
- Jesus and the Leper in Mark 1:40–45: A Biblical Theology Index for the Management of COVID-19 Pandemic. In: Diacovensia. Band 30, Nr. 4, 2022, OCLC 1376486840, S. 569–591 (srce.hr [PDF; 277 kB]).